# Benny Benson
Pour les articles homonymes, voir Benson.
John Ben Benson Jr., dit Benny Benson, est un enfant qui a dessiné le drapeau de l'Alaska, né le 12 septembre 1912 à Chignik et mort le 2 juillet 1972 à Kodiak.

## Biographie

### Jeunesse
Fils de John Ben Benson, pêcheur originaire de Suède et de Tatiana Schebolein, faisant partie du peuple aléoute, il naît à Chignik, un petit village de pêcheurs au sud de l'État, dans le Borough de Lake and Peninsula, entouré de sa grande sœur, Elsie, et de son petit frère, Carl.

### Création du drapeau
Il est le lauréat du concours qui eut lieu sur tout le territoire de l'État en 1927.
Il s'est inspiré du ciel étoilé pour créer son drapeau et a accompagné son travail de cette description : "Le champ bleu représente le ciel de l'Alaska et le myosotis, fleur de l'Alaska. L'étoile polaire représente le futur État de l'Alaska, l'État de l'Union le plus au nord. La Grande Ourse symbolise la force.